# حضارة الخنجر البرونزي
حضارة الخنجر البرونزي في لياونينغ أو حضارة الخناجر البرونزية على شكل لوت هي التسمية المؤقتة لمجمع أثري من العصر البرونزي في شمال شرق الصين والجزء الشمالي من شبه الجزيرة الكورية. تصنيفها مثير للجدل. بينما يعتقد البعض أنها متميزة بدرجة كافية لتُصنف على أنها حضارة منفصلة، يربط البعض الآخر النتائج بحضارة شياجياديان العليا [الإنجليزية].
عُثر على القطع الأثرية من الحضارة في المقام الأول في منطقة لياونينغ في شمال شرق الصين وفي شبه الجزيرة الكورية. ترتبط العديد من القطع الأثرية البرونزية الأخرى، بما في ذلك الحلي والأسلحة، بالحضارة، ولكن يُنظر إلى الخناجر على أنها الأكثر تميزًا. يحتوي برونز لياونينغ على نسبة مئوية أعلى من الزنك من تلك الموجودة في الحضارات البرونزية المجاورة.
يرى لي تشونغ كيو (1996) أن الحضارة مقسمة بشكل صحيح إلى خمس مراحل: المرحلتان الأولى والثانية المتميزة بخناجر على شكل كمان، والمرحلتان الرابعة والخامسة بخناجر رفيعة، والمرحلة الثالثة بالانتقال بين المرحلتين. من بينها، يمكن العثور على بقايا من المراحل الأولى والثانية والثالثة بكميات معينة في كل من شبه الجزيرة الكورية وشمال شرق الصين، ولكن بقايا المرحلتين الرابعة والخامسة توجد بشكل حصري تقريبًا في كوريا.

## خنجر على شكل كمان

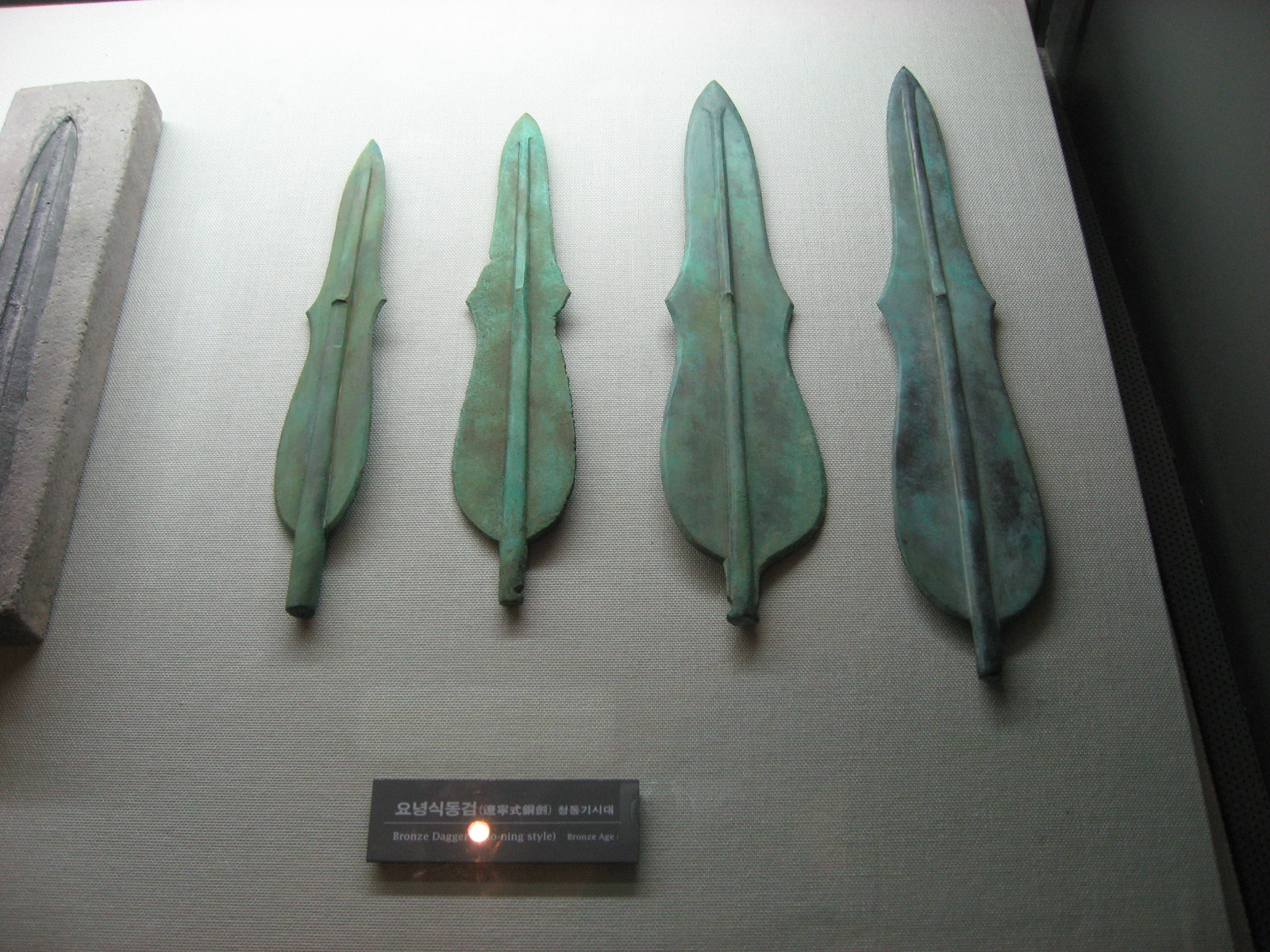
خناجر برونزية على شكل كمان من طراز لياونينغ من كوريا مخزنةفي نصب حرب كوريا التذكاري.

تتكون المرحلة المبكرة من فترة مبكرة من تصنيع البرونز بدون الخناجر التي نشأت من عمليات انتشار الأواني البرونزية السيبيرية من نوع سيما توربينو في جميع أنحاء قارة أوراسيا، تليها فترة إنتاج ما يسمى الآن بالخناجر على شكل العود أو الكمان من قبل العلماء الكوريين (سيف برونزي
، 비파형 동검). يعود تاريخ الفترة الأولية لإنتاج الخناجر على شكل كمان إلى القرنين الثامن والسابع قبل الميلاد.
عُثر على أقدم القطع الأثرية من هذه الفترة حصريًا في لياونينغ بشمال شرق الصين ويبدو أنها امتدت تدريجياً إلى شبه الجزيرة الكورية. بواسطة لي (1996) المرحلة الثانية، بدأ شكل مميز من الخنجر بالظهور في كوريا الجنوبية، مما يشير إلى أنه بحلول هذا الوقت بدأ إنتاج البرونز المستقل في تلك المنطقة.
ومع ذلك، فهو تباين إقليمي لتوزيع أكبر بكثير من الخناجر المماثلة التي تتراوح من خبي ومنغوليا الداخلية في الغرب إلى شبه الجزيرة الكورية في الشرق. يعتبره العديد من العلماء أسلوبًا مشتركًا بين عدد من المجموعات، بدلاً من تمثيل حضارة واحدة.
تشير الأدلة المكتسبة من الفخار إلى أن "حضارة" الخنجر البرونزي في ذلك الوقت تضمنت في الواقع عدة مجموعات ثقافية متميزة. عُثر على تقليد فخار مميز في شمال شرق الصين وشمال غرب كوريا، وآخر في وادي نهر تايدونغ، وآخر في الجنوب الغربي حول مقاطعات تشونغتشونغ بما في ذلك نهر جيوم، وآخر في جميع أنحاء شبه الجزيرة الكورية الجنوبية بما في ذلك جزيرة جيجو.

## الخناجر الرفيعة
غالبًا ما يشار إلى هذا الجزء الأخير من حضارة الخنجر البرونزي في لياونينغ باسم حضارة «الخنجر البرونزي الكوري»، نظرًا لأنها كانت مقتصرة إلى حد كبير على شبه الجزيرة الكورية. في هذه المرحلة، تبدأ القطع الأثرية لحضارة لياونينغ في الاختفاء من منطقة شمال شرق الصين. يبدأ شكل جديد من الخنجر بالظهور في شبه الجزيرة الكورية، مستقيم ونحيل (سيف برونزي رفيع، 세형 동검).

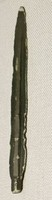
Sehyungdonggeom، ويسمى أيضًا خنجر على الطراز الكوري (محفوظ في متحف في جيونجي.)

عُثر على أكبر تركيز للخناجر البرونزية في وادي نهر جيوم في مقاطعة تشنغتشونغ الجنوبية. بعيدًا عن هذه المنطقة، تصبح الخناجر أقل بشكل تدريجي. يبدو أن هذا يشير إلى أن معظم الخناجر مُنتجة في وادي جيوم، وأن الحضارات الأخرى في شبه الجزيرة اكتسبتها بشكل أساسي عن طريق التجارة. تمت التجارة أيضًا عن طريق البحر، حيث عُثر على قطع أثرية من المرحلة اللاحقة في المواقع الأثرية اليابانية أيضًا.
يقسم لي هذه المرحلة إلى قسمين متميزين: أحدهما يعود إلى القرن الثالث قبل الميلاد حيث ساد إنتاج الخناجر البرونزية النحيلة، والآخر يرجع تاريخه إلى القرن الثاني قبل الميلاد حيث غالبًا ما تكون الخناجر مصحوبة بمرايا برونزية بتصميمات هندسية ومطرد متأثر بدولة تشين [الإنجليزية] الصينية. في الجزء الأول، توجد حضارة فخار واحدة تتميز بزخارف من شريط من الصلصال في جميع أنحاء شبه الجزيرة الكورية، ولكن في الجزء الثاني تظهر أنواع فخار مميزة في الشمال الغربي وبقية شبه الجزيرة.

## الهوية التاريخية
يبدو أن اختفاء حضارة الخنجر البرونزي لياونينغ من الصين يتزامن مع غزو دولة يان [الإنجليزية] لتلك المنطقة. يبدو أن حضارة الخنجر البرونزي الكوري في المرحلة اللاحقة تتوافق مع مملكة جين [الإنجليزية]، والتي تدخل أحيانًا السجلات الصينية باعتبارها معاصرةـ لومان جوسون. ينظر لي إلى هذه على أنها فترة ظهور "دول المدن المسورة" في الحضارة الكورية، وهي بنية سياسية هرمية على عكس النظام القبلي الذي كان سائدًا خلال العصر الحجري الحديث.
ربط علماء الآثار الآخرون الحضارة بشعب شانرونج [الإنجليزية] القديم، وهم مجموعة عاشت في محيط يان. ومع ذلك، لا يزال هناك نقص في الأدلة المقنعة لأي من التكليفات.

## أنظر أيضا
- تاريخ كوريا
- مقبرة مغليثية

### فهرس
1. ↑  Kang، In Uk (2020). "Archaeological Perspectives on the Early Relations of the Korean Peninsula with the Eurasian Steppe" (PDF). Sino-Platonic Papers: 34p. مؤرشف من الأصل (PDF) في 2023-07-20.
2. ↑  Byington، Mark E. (2016). The ancient state of Puyŏ in Northeast Asia. Cambridge: Harvard University Press. ص. 54.
3. ↑  "Timeline of Art and History, Korea, 1000 BC – 1 AD". Metropolitan Museum of Art. مؤرشف من الأصل في 2023-04-16.
4. 1 2 3  Lee 1996
5. ↑  Kang، In-Uk؛ Kim، Gyong-Tack (أغسطس 2020). "The Origin of the Korean Bronzeware and Diffusion Routes of Eurasian Metallurgical Tradition". The Journal of Humanities. ج. 44: 7–46. DOI:10.35559/TJOH.44.1. مؤرشف من الأصل في 2023-02-21.
6. ↑  Joussaume, Roger (1988). Dolmens for the dead : megalith-building throughout the world. London: Batsford. ISBN:0713453699. OCLC:15593505.
7. ↑  Kim، Tae-Shik (2008). "Report on the excavation of Songjuk-ri, Gimcheon in 17 years". يونهاب (وكالة أنباء). مؤرشف من الأصل في 2021-12-08.
8. ↑  Byington، Mark E. (2016). The ancient state of Puyŏ in Northeast Asia. Cambridge: Harvard University Press. ص. 64.
9. ↑  Lee 1984، صفحة 13
10. ↑  Byington، Mark E. (2016). The ancient state of Puyŏ in Northeast Asia. Cambridge: Harvard University Press. ص. 54.Byington, Mark E. (2016). The ancient state of Puyŏ in Northeast Asia. Cambridge: Harvard University Press. p. 54.

### المعلومات الكاملة للمراجع
- Lee, C.-k. (1996). "The bronze dagger culture of Liaoning province and the Korean peninsula". Korea Journal. ج. 36 ع. 4: 17–27. مؤرشف من الأصل في 2007-03-11.
- Lee، K.-b. (1984). A new history of Korea. Tr. by E.W. Wagner & E.J. ISBN:89-337-0204-0.